# Niszczyciele projektu 56
Niszczyciele projektu 56 – seria 31 radzieckich niszczycieli z lat 50. XX wieku. Zostały określone jako typ Spokojnyj, natomiast według nomenklatury NATO otrzymały oznaczenie typu Kotlin. Były to ostatnie radzieckie klasyczne niszczyciele. Spośród nich 4 okręty ukończono według projektów 56EM i 56M jako pierwsze radzieckie niszczyciele rakietowe, typu Biedowyj, w kodzie NATO: typ Kildin. Część okrętów projektu 56 po przebudowie również stała się niszczycielami  rakietowymi. Jedynym zagranicznym użytkownikiem okrętów tego typu była Polska (ORP „Warszawa”).

## Historia
Po II wojnie światowej w ZSRR podjęto wielkoseryjną budowę niszczycieli projektu 30bis, opartych jeszcze na projekcie przedwojennym, lecz jednocześnie dostrzegano potrzebę nowocześniejszych i większych jednostek tej klasy. Początkowo zaprojektowano i zbudowano w jednym egzemplarzu wielki niszczyciel „Nieustraszymyj” projektu 41, lecz nie spełnił on oczekiwań. Został on uznany za zbyt duży, toteż w 1951 zdecydowano zaprojektować w oparciu o jego konstrukcję nieco mniejsze jednostki o podobnej siłowni i architekturze. Nowe jednostki miały także rozwijać większą prędkość. 2 czerwca 1951 rząd ZSRR określił założenia projektowe. Efektem były duże niszczyciele projektu 56.
Po opracowaniu projektu przez biuro CKB-53 pod kierunkiem głównego konstruktora O. Fiszera, już w 1952 rozpoczęto przygotowania do  budowy serii nowych okrętów. Stępkę pod budowę pierwszej jednostki położono w lutym 1953, pierwszy kadłub wodowano w październiku 1953. Łącznie w tym roku rozpoczęto budowę 10 jednostek. Jako pierwszy został ukończony „Spokojnyj”, stając się głównym okrętem typu (od jego nazwy typ ten określany jest także w rosyjskim piśmiennictwie jako typ Spokojnyj). „Spokojnyj” przechodził od 1954 do 1956 roku próby morskie, wchodząc do służby oficjalnie 27 czerwca 1956. Już wcześniej jednak, w 1955 do służby weszły trzy inne okręty, jako pierwszy „Swietłyj” 26 września 1955. W 1956 do służby weszło 13, a w 1957 ostatnie 11 jednostek bazowego projektu. Ponadto, w 1958 weszły do służby 4 niszczyciele, ukończone jako rakietowe według zmodyfikowanych projektów 56EM/M. Łącznie zbudowano 31 niszczycieli wersji projektu 56, a budowę jeszcze jednego anulowano. Okręty budowano w trzech stoczniach: nr 190 im. A. Żdanowa w Leningradzie, nr 199 im. Leninowskiego Komsomołu w Komsomolsku nad Amurem i nr 445 im. 61 Komunardów w Mikołajowie. W kodzie NATO okręty bazowego projektu oznaczono jako typ Kotlin (oznaczenie zaczynające się od litery „K” nadano zgodnie z nomenklaturą przyjętą przez NATO dla radzieckich niszczycieli), od bałtyckiej wyspy Kotlin.

## Opis
Okręty podstawowego projektu 56 (w kodzie NATO Kotlin) były klasycznymi niszczycielami, których główne uzbrojenie stanowiły 4 działa uniwersalne kalibru 130 mm w dwóch dwudziałowych zamkniętych wieżach, o charakterystycznych dużych rozmiarach, na dziobie i rufie. Uzbrojenie przeciwlotnicze uzupełniały 4 poczwórnie sprzężone działka 45 mm (stanowiska na dziobie, rufie i po jednym na każdej burcie). Okręty miały 10 wyrzutni torped w dwóch pięciorurowych aparatach na pokładzie, w osi symetrii kadłuba. Uzbrojenie przeciwpodwodne było słabe – odpowiadające standardom II wojny światowej, a tworzyły je dwie zrzutnie i sześć miotaczy bomb głębinowych.

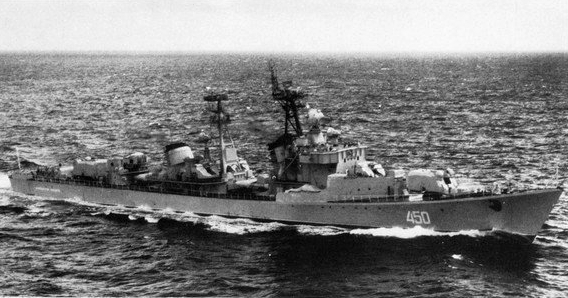
Niszczyciel „Wydierżannyj” podstawowego wariantu projektu 56

Okręty miały architekturę gładkopokładową, wykonane były ze stali, a jedynie niektóre elementy ze stopów lekkich. Kadłub dzielił się na 16 głównych poprzecznych przedziałów wodoszczelnych. Siłownię okrętów zaprojektowano w układzie naprzemiennym – po dwa kotły i jedna turbina w dwóch wspólnych przedziałach, rozdzielonych dwoma innymi w celu zwiększenia przeżywalności. Konsekwencją była sylwetka okrętu z dwoma oddalonymi od siebie, niskimi, szerokimi i pochylonymi kominami. W połączeniu z wysokim wzniosem dziobu (sięgającego do wysokości 8,35 m nad linią wodną) i mocno nachyloną, prostą dziobnicą, dawało to okrętom elegancki wygląd. Główny maszt kratownicowy znajdował się tuż za nadbudówką dziobową, a za nim pierwszy komin. Za kompleksem nadbudówki dziobowej był aparat torpedowy, a za nim niska nadbudówka śródokręcia z drugim, niższym masztem, dwoma stanowiskami działek przeciwlotniczych po jego bokach, platformą radaru artyleryjskiego i drugim kominem. Za nadbudówką  był drugi aparat torpedowy, a za nim mała nadbudówka z rufowym stanowiskiem działek plot.
Próby głównego okrętu wykazały nie najlepsze własności morskie przy złym stanie morza, szczególnie na akwenach zamkniętych jak Bałtyk czy Morze Czarne. Mimo dużego wzniosu dziobu, przy większych prędkościach dziób zalewany był przez fale. Ponadto przy większych przechyłach i na dużej fali stacje radiolokacyjne i systemy optyczne kierowania uzbrojeniem miały trudność w utrzymaniu namiarów na cele. Załoga na odkrytym pomoście bojowym była również narażona na wpływy atmosferyczne (i ewentualnie użycie broni masowego rażenia). Systemy kierowania ogniem były także umiarkowanie skuteczne w zwalczaniu celów powietrznych. Mimo to produkcję serii kontynuowano bez zmian. Na okrętach projektu 56 wzorowano także w pewnym stopniu chińskie niszczyciele typu Lüda.

## Modyfikacje

### Projekt 56PŁO (Kotlin Mod.)
Pierwszą wersją pochodną była wersja ze zwiększonymi zdolnościami zwalczania okrętów podwodnych, oznaczona projekt 56PŁO (protiwołodocznyj). Do wersji tej w latach 1960–1977 zmodernizowano 11 okrętów. Po bokach dziobowego stanowiska działek 45 mm zamontowano dwie 16-lufowe wyrzutnie rakietowych bomb głębinowych RBU-2500 Smiercz. Na rufie, zamiast dotychczasowych zrzutni i miotaczy bomb głębiowych, zamontowano ponadto dwie sześciolufowe wyrzutnie rakietowych bomb głębinowych systemu Burun. Zdemontowano rufowy aparat torpedowy i na jego miejscu ustawiono nadbudówkę, na której montowano dwa lub cztery podwójnie sprzężone działka plot 25 mm 2M-3M. Dziobowy aparat torpedowy przystosowano do wystrzeliwania torped przeciw okrętom podwodnym. Jedynie w niewielkim stopniu zmodyfikowano stację hydrolokacyjną (Pegaz-2M), dostosowując ją do współpracy z nowym uzbrojeniem.

### Projekty 56K, A, AE (Kotlin SAM)

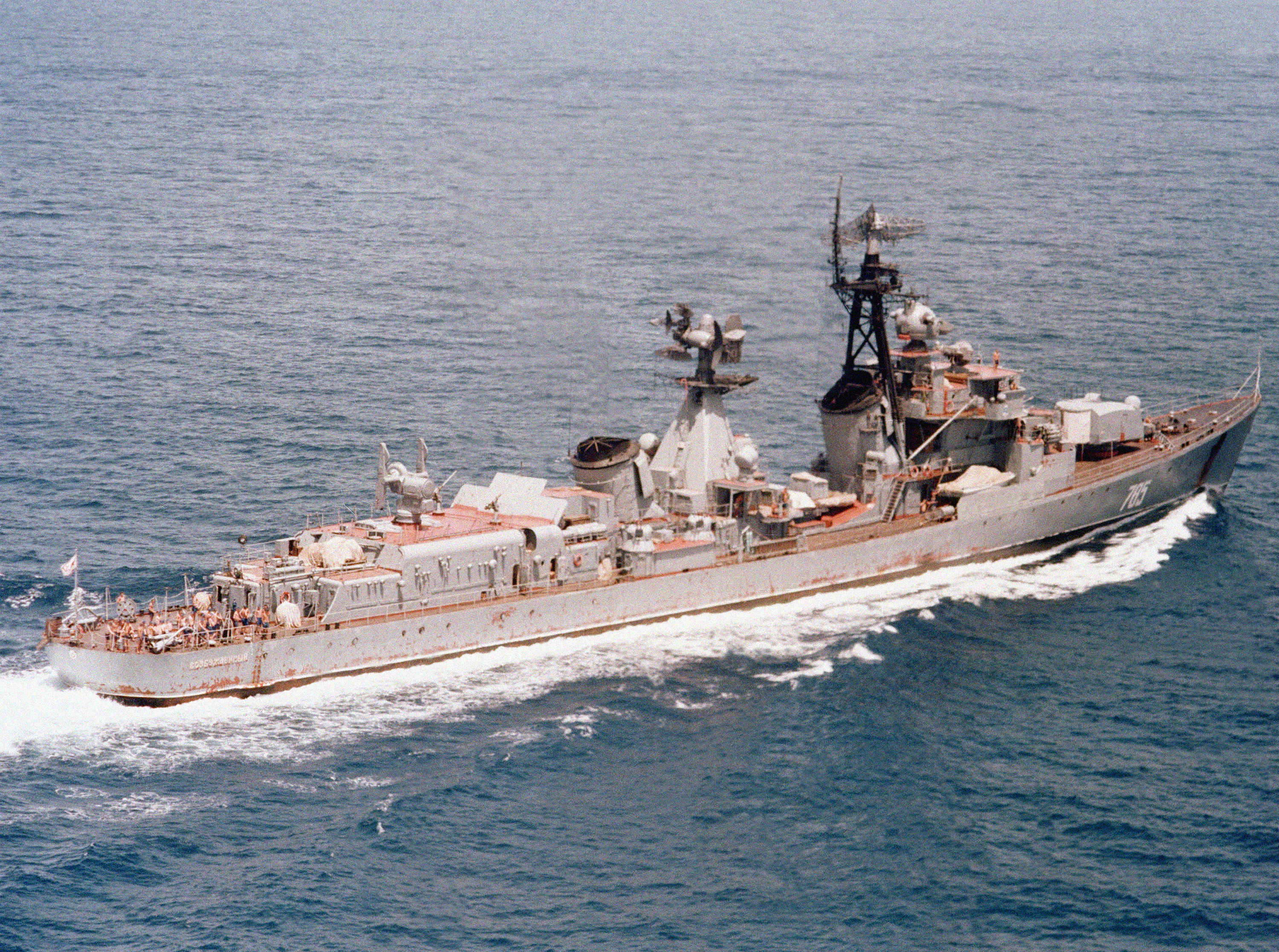
Niszczyciel „Wozbużdionnyj” projektu 56A. Widoczna wyrzutnia rakiet na nadbudówce rufowej.

Mimo opóźnienia do krajów zachodnich w rozwijaniu morskich kierowanych pocisków przeciwlotniczych, od 1956 prowadzono w ZSRR prace nad systemem przeciwlotniczym M-1 Wołna, który miał rozmiary umożliwiające zastosowanie jako uzbrojenie niszczycieli. W celu przetestowania nowego systemu w warunkach morskich kompleks M-1 z dwupociskową wyrzutnią ZIF-101 został zainstalowany na przebudowanym eksperymentalnie w latach 1959-1960 niszczycielu „Brawyj”, który otrzymał oznaczenie projekt 56K. Na okręcie tym system M-1 przechodził w 1962 próby morskie, po czym został przyjęty na uzbrojenie Marynarki ZSRR. Począwszy od 1966 do 1972 roku system M-1 zamontowano na 7 dalszych niszczycielach, które otrzymały oznaczenie projekt 56A, a także na jednym niszczycielu „Sprawiedliwyj” oznaczonym jako projekt 56AE i przeznaczonym na eksport dla Polski (ORP „Warszawa”). Niszczyciele projektów 56K i 56A wyposażone w przeciwlotnicze kierowane pociski rakietowe zostały określone w nomenklaturze NATO typem Kotlin SAM od ang. surface-to-air missile (SAM), oznaczającego rakietę klasy ziemia-powietrze.
Przebudowa okrętów projektów 56K, 56A i 56AE polegała przede wszystkim na usunięciu całości uzbrojenia z rufy i śródokręcia i zastąpieniu go przez ciągłą niską nadbudówkę, z wyrzutnią ZIF-101. Pozostawiono dziobową wieżę dział 130 mm i stanowisko działek 45 mm oraz pierwszą wyrzutnię torped przystosowaną do torped przeciw okrętom podwodnym. Dodano oprócz tego na dziobie dwie nowe wyrzutnie rakietowych bomb głębinowych RBU-6000. Na „Brawym” pozostawiono ponadto dwa stanowiska działek 45 mm na śródokręciu. Na wszystkich okrętach zamontowano nowy drugi maszt piramidowy o pełnej konstrukcji (różnych kształtów), na którym zamontowano stację kierowania ogniem rakietowym Jatagan. Zastosowano także nowy radar dozoru ogólnego MR-310 Angara oraz zakryty pomost bojowy a także nowy sonar GS-572. W latach 70. wszystkie (lub według innych źródeł tylko 3) okręty proj. 56A otrzymały cztery podwójne działka przeciwlotnicze 30 mm AK-230 kierowane radarem, po dwa po bokach drugiego komina. Okręt eksportowy proj. 56AE (ORP „Warszawa”, E od eksportnyj) różnił się nieco uproszczonym zestawem urządzeń elektronicznych (co było charakterystyczne dla wielu radzieckich typów okrętów eksportowych).

### Projekty 56EM, M (Kildin)

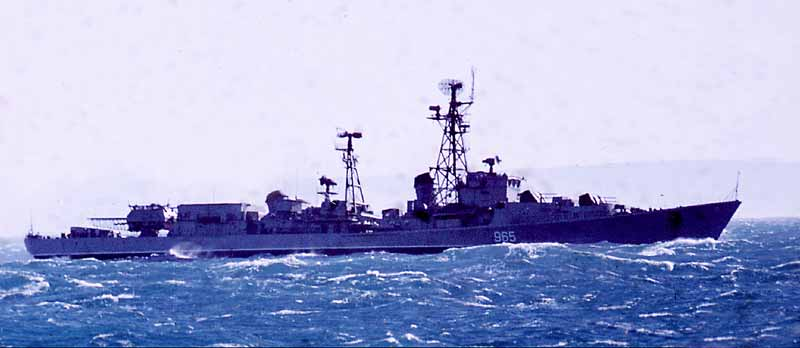
Niszczyciel projektu 56EM w 1970

W 1955 opracowano pierwszy radziecki kierowany przeciwokrętowy odrzutowy pocisk skrzydlaty KSSzcz (Szczuka) o zasięgu ok. 40 km. Zdecydowano eksperymentalnie zamontować system pocisków na będącym w trakcie budowy niszczycielu „Biedowyj”, który został następnie ukończony w 1956 według zmodernizowanego projektu 56EM. W ten sposób „Biedowyj” stał się pierwszym radzieckim niszczycielem rakietowym. Na okręcie tym system KSSzcz przechodził od lutego 1957 do 1958 próby morskie. Docelowymi okrętami uzbrojonymi w dwie wyrzutnie pocisków KSSzcz miały być niszczyciele rakietowe projektu 57bis, będące powiększonym rozwinięciem projektu 56. Jako rozwiązanie doraźne i typ przejściowy zdecydowano zbudować serię trzech dalszych okrętów projektu 56 uzbrojonych w jedną wyrzutnię KSSzcz. Jednostki te („Prozorliwyj”, „Nieułowimyj” i „Nieudierżymyj”) oznaczono jako projekt 56M, różniły się one od eksperymentalnego okrętu w szczegółach i weszły do służby 30 grudnia 1958 (zaliczone w skład Floty Czarnomorskiej dopiero 8 marca 1960). W kodzie NATO wszystkie 4 otrzymały odmienne oznaczenie typu: Kildin (pochodzące od nazwy wyspy, w tym przypadku znajdującej się na Morzu Barentsa). Z budowy czwartego okrętu 56M „Nieukrotimyj” zrezygnowano przed położeniem stępki. W ZSRR początkowo klasyfikowano je jako niszczyciele (esminec), od 1966 jako duże okręty rakietowe (bolszyj rakietnyj korabl – BRK).
Zmiany w konstrukcji okrętów projektu 56EM i M były dość daleko idące i polegały głównie na usunięciu całości uzbrojenia z rufy, gdzie zainstalowano na miejscu wieży dużą obrotową wyrzutnię szynową z hangarem SM-59-1 pocisków KSSzcz oraz nową dużą nadbudówkę, z magazynem na 7–8 pocisków. Uzbrojenie główne usunięto także z dziobu, a na jego miejscu zainstalowano czwarte czterolufowe stanowisko działek 45 mm, przeniesione z rufy. Dotychczasowe aparaty torpedowe zastąpiono przez dwa podwójne na burtach na śródokręciu, przystosowane do torped przeciw okrętom podwodnym. Dodano oprócz tego na samym dziobie (przed stanowiskami dział) dwie wyrzutnie rakietowych bomb głębinowych RBU-2500 Smiercz. Zmieniono też zestaw urządzeń elektronicznych i radarów. Na okrętach projektu 56M 16 działek 45 mm zastąpiono przez również poczwórne odkryte stanowiska dział plot 57 mm. Trzy z okrętów później przebudowano według projektu 56U.

### Projekt 56U (Kildin Mod.)

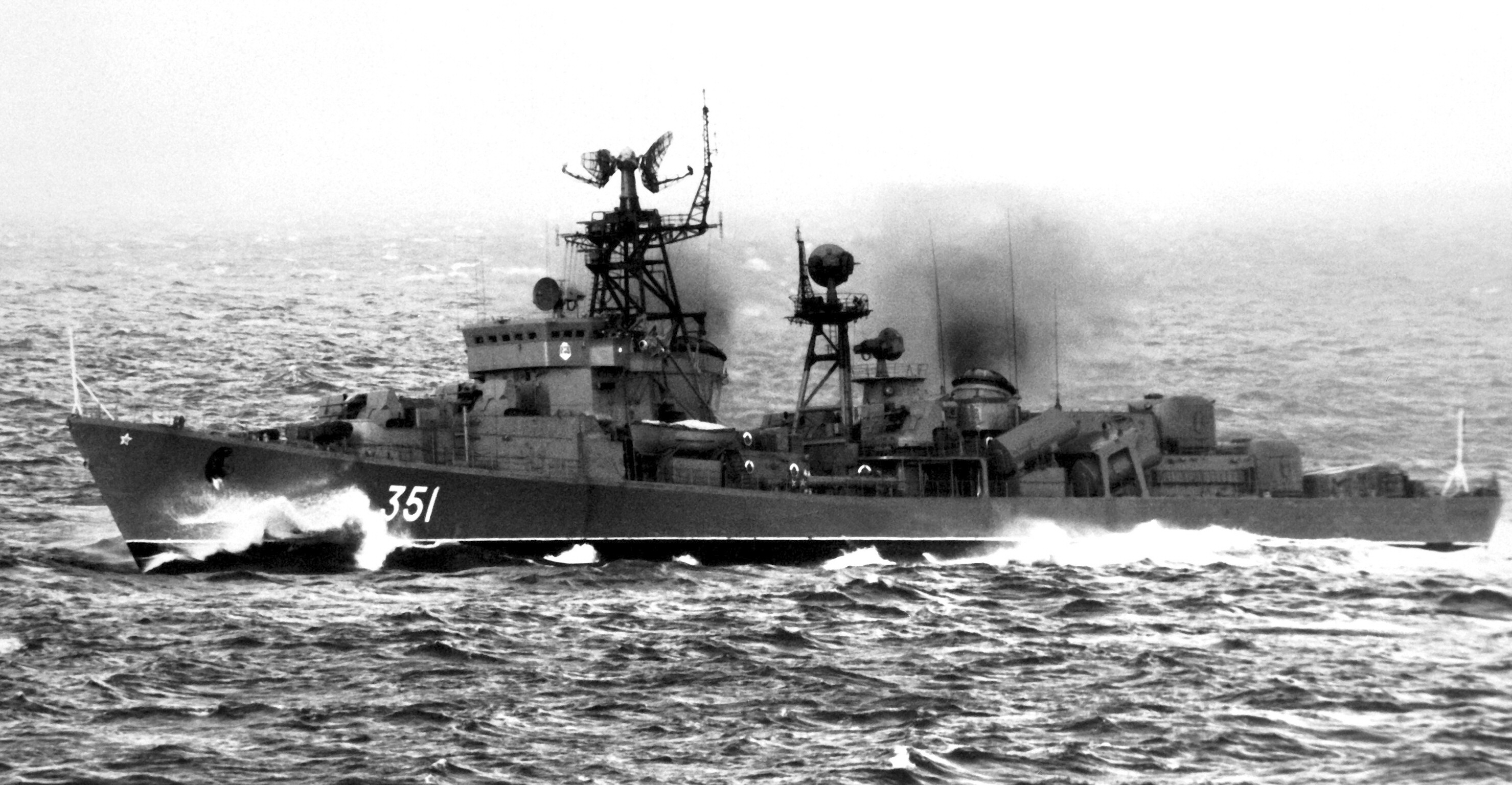
Niszczyciel „Prozorliwyj” projektu 56U w 1982 roku

Ponieważ pociski przeciwokrętowe KSSzcz nie były nowoczesne już w chwili wejścia do służby i w 1972 zostały ostatecznie wycofane, trzy niszczyciele projektów 56EM/M („Biedowyj”, „Prozorliwyj”, „Nieułowimyj”) zostały przebudowane w latach 1972–1977 według kolejnego projektu 56U. Przebudowa podniosła ich walory bojowe i zwiększyła uniwersalność. Zdemontowano z rufy wyrzutnie i elementy systemu KSSzcz, instalując tam 4 działa uniwersalne kalibru 76 mm AK-726, w dwóch wieżach. Na burtach na wysokości drugiego komina zamontowano 4 nieruchome wyrzutnie nowszych pocisków przeciwokrętowych P-15M Tiermit, skierowane w kierunku rufy. Pozostawiono 16 dział przeciwlotniczych 57 mm (45 mm na „Biedowym”), podwójne wyrzutnie torped i wyrzutnie rakietowych bomb głębinowych RBU-2500, przez co okręty miały aż 20 dział. Zmodernizowano zestaw urządzeń elektronicznych i radarów. Zastosowano też zakryty pomost bojowy. W ZSRR klasyfikowano je początkowo jako duże okręty przeciwpodwodne (BPK), a od 1977 jako duże okręty rakietowe (BRK).

## Służba

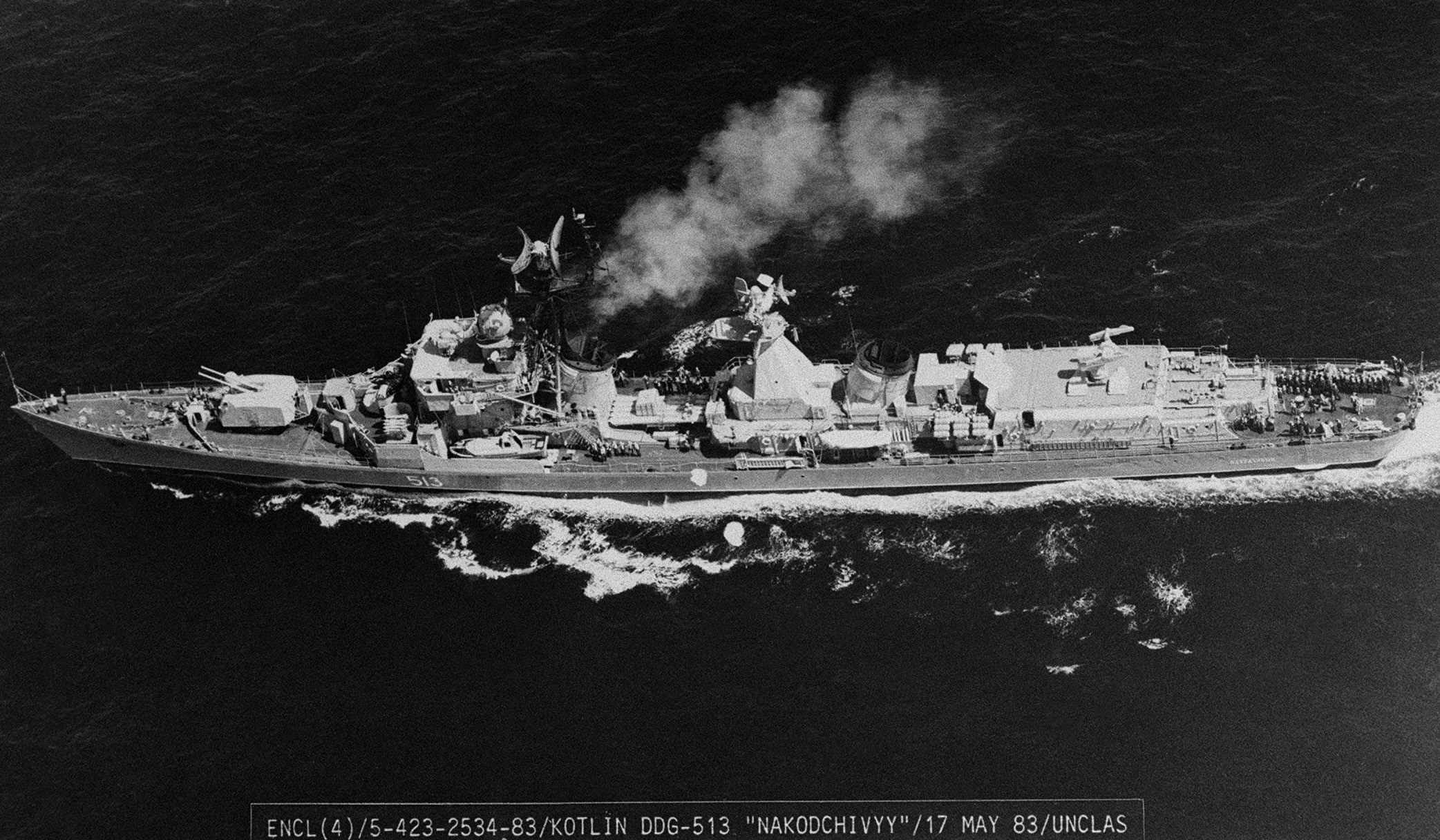
Niszczyciel „Nachodcziwyj” projektu 56A

Niszczyciele proj. 56 zostały rozdzielone pomiędzy wszystkie cztery radzieckie Floty: Bałtycką, Czarnomorską, Oceanu Spokojnego i Północną, przy czym wiele z nich zmieniało przydziały. Początkowo najwięcej (dziewięć) pływało we Flocie Bałtyckiej, a najmniej (trzy) w Północnej. Pod koniec służby, w drugiej połowie lat 80., najwięcej jednostek (dziewięć) pływało we Flocie Oceanu Spokojnego. Okręty proj. 56 nie brały udziału w działaniach bojowych, aczkolwiek kilka było wysyłanych w rejony wojen lokalnych z pomocą dla zaprzyjaźnionych państw arabskich i Angoli. Brały też udział w wielu rejsach zagranicznych. 9 listopada 1970 „Biedowyj” (proj. 56EM) miał niegroźną kolizję na Morzu Śródziemnym z brytyjskim lotniskowcem HMS „Ark Royal”.
Pierwszy okręt „Wozmuszczonnyj” został wycofany do rezerwy w 1968, z której już nie powrócił do służby, kilka wycofano w latach 70., ale większość została wycofana dopiero na przełomie lat 80. i 90., kiedy były już zupełnie przestarzałe. Ostatni „Dalniewostocznyj Komsomolec” wycofano w 1993.
Niszczyciel „Swietłyj” (i być może, według źródeł zachodnich „Wieskij”) został w toku służby wyposażony w rufowe lądowisko dla śmigłowca Ka-15, na podniesionej platformie za rufową wieżą 130 mm.
Jedyny niszczyciel projektu 56 wyeksportowany poza ZSRR to „Sprawiedliwyj”, doprowadzony do standardu projektu 56AE i sprzedany Polsce w 1970, gdzie służył od 25 czerwca 1970 do 31 stycznia 1986 pod nazwą ORP „Warszawa”.

## Okręty
| Nazwa                                                                                         | stocznia | położenie stępki | wodowanie  | podniesienie bandery | modyfikacja |
| Swietłyj (Светлый)                                                                            | 190      | 04.03.1953       | 27.10.1953 | 26.09.1955           | —           |
| Blestiaszczij (Блестящий)                                                                     | 445      | 20.02.1953       | 27.11.1953 | 31.12.1955           | PŁO         |
| Spokojnyj (Спокойный)                                                                         | 190      | 04.03.1953       | 28.11.1953 | 27.06.1956           | —           |
| Bywałyj (Бывалый)                                                                             | 445      | 06.05.1953       | 31.03.1954 | 04.01.1956           | PŁO         |
| Spiesznyj (Спешный)                                                                           | 190      | 30.05.1953       | 07.08.1954 | 19.12.1955           | —           |
| Skromnyj (Скромный)                                                                           | 190      | 27.07.1953       | 26.10.1954 | 11.01.1956           | A           |
| Swieduszczij (Сведущий)                                                                       | 190      | 17.12.1953       | 17.02.1955 | 16.02.1956           | —           |
| Brawyj (Бравый)                                                                               | 445      | 25.07.1953       | 28.02.1955 | 28.01.1956           | K           |
| Wyzywajuszczij (Вызывающий)                                                                   | 199      | 25.07.1953       | 20.05.1955 | 20.04.1956           | PŁO         |
| Moskowskij Komsomolec (Московский комсомолец) (do 1958 Smyszlonyj (Смышлёный))                | 190      | 23.02.1954       | 24.05.1955 | 30.08.1956           | PŁO         |
| Wieskij (Веский)                                                                              | 199      | 30.01.1954       | 31.07.1955 | 13.04.1956           | —           |
| Biedowyj (Бедовый)                                                                            | 445      | 01.12.1953       | 31.07.1955 | 30.07.1958           | EM → U      |
| Skrytnyj (Скрытный)                                                                           | 190      | 25.07.1954       | 27.09.1955 | 02.11.1956           | A           |
| Biesslednyj (Бесследный)                                                                      | 445      | 01.04.1954       | 05.11.1955 | 06.11.1956           | PŁO         |
| Soznatielnyj (Сознательный)                                                                   | 190      | 25.09.1954       | 15.01.1956 | 17.11.1956           | A           |
| Burliwyj (Бурливый)                                                                           | 445      | 05.05.1954       | 28.01.1956 | 07.01.1957           | PŁO         |
| Sprawiedliwyj (Справедливый)                                                                  | 190      | 25.12.1954       | 12.04.1956 | 27.12.1956           | AE          |
| Wdochnowiennyj (Вдохновенный)                                                                 | 199      | 31.08.1954       | 07.05.1956 | 12.11.1956           | PŁO         |
| Wozmuszczonnyj (Возмущённый)                                                                  | 199      | 30.12.1954       | 08.07.1956 | 10.01.1957           | PŁO         |
| Niesokruszymyj (Несокрушимый)                                                                 | 190      | 15.06.1955       | 20.07.1956 | 08.07.1957           | A           |
| Błagorodnyj (Благородный)                                                                     | 445      | 05.03.1955       | 30.08.1956 | 30.06.1957           | PŁO         |
| Płamiennyj (Пламенный)                                                                        | 445      | 03.09.1955       | 26.10.1956 | 21.09.1957           | PŁO         |
| Nachodcziwyj (Находчивый)                                                                     | 190      | 19.10.1955       | 30.10.1956 | 26.09.1957           | A           |
| Naporistyj (Напористый)                                                                       | 445      | 17.08.1955       | 30.12.1956 | 22.11.1957           | PŁO         |
| Nastojcziwyj (Настойчивый)                                                                    | 190      | 03.03.1956       | 23.04.1957 | 07.12.1957           | A           |
| Wozbużdionnyj (Возбуждённый)                                                                  | 199      | 29.07.1955       | 10.05.1957 | 14.11.1957           | A           |
| Wlijatielnyj (Влиятельный)                                                                    | 199      | 29.10.1955       | 10.05.1957 | 21.11.1957           | —           |
| Dalniewostocznyj Komsomolec (Дальневосточный Комсомолец) (do 1967 Wydierżannyj (Выдержанный)) | 199      | 30.06.1956       | 24.06.1957 | 10.12.1957           | —           |
| Prozorliwyj (Прозорливый)                                                                     | 445      | 01.09.1956       | 30.07.1957 | 30.12.1958           | M → U       |
| Nieułowimyj (Неуловимый)                                                                      | 190      | 23.02.1957       | 27.02.1958 | 30.12.1958           | M → U       |
| Nieudierżymyj (Неудержимый)                                                                   | 199      | 23.02.1957       | 24.05.1958 | 30.12.1958           | M           |

## Dane taktyczno-techniczne
- wyporność:
  - standardowa: 2667 t (3140 t – 56PŁO, 3060 t – 56A, 2767 t – 56M, 2940 t – 56U)
  - normalna: 2949 t
  - pełna: 3230 t (3680 t – 56PŁO, 3620 t – 56A, 3315 t – 56M, 3447 t – 56U)
- wymiary:
  - długość: 126,1 m (na linii wodnej: 118 m)
  - szerokość: 12,7 m
  - zanurzenie: 4,26 m maks.
- napęd: 2 turbiny parowe TW-8 o mocy łącznej 72 000 KM, 4 kotły parowe wodnorurkowe KW-76, 2 śruby
- prędkość: maks. 38-38,5 węzłów, marszowa 17,9 w, ekonomiczna 14,7 w (maks. 34 w – 56PŁO, 56A, 56U)
- zasięg: 3860 mil morskich przy prędkości 14,7 w, 3090 Mm/17,9 w, 685 Mm/38 w.
- załoga: 284 (proj. 56, inne zbliżone)

Źródło

### Uzbrojenie
- Projekt 56: (Kotlin)[1]
  - 4 działa uniwersalne kalibru 130 mm w 2 wieżach SM-2-1 (2 × II)
    - (długość lufy: L/57,6 – 57,6 kalibrów, kąt podniesienia: -7° +82°, donośność: 27,76 km, masa pocisku: 33 kg, zapas amunicji: 800 pocisków ogółem, szybkostrzelność maks. 13–15 strz./min na lufę)

  - 16 automatycznych działek przeciwlotniczych 45 mm na poczwórnych podstawach SM-20 ZIF (4xIV)
    - (długość lufy: L/78,7, kąt podniesienia: -10° +85°, donośność skuteczna: 9,15 km cele morskie, 5 km powietrzne, masa pocisku 1,41 kg, szybkostrzelność prakt. 65 strz./min na lufę)

  - 10 wyrzutni torpedowych 533 mm PTA-53-56 (2 × V)
  - 6 miotaczy bomb głębinowych BMB-1
  - 2 zrzutnie bomb głębinowych (48 bomb głębinowych[4])
  - do 50 min morskich KB-3, AMD-500, AGSB, GMZ lub 36 min AMD-1000 (możliwość)

- Projekt 56PŁO: (Kotlin Mod.)[1]
  - 4 działa uniwersalne kalibru 130 mm w 2 wieżach SM-2-1 (2 × II)
  - 16 działek przeciwlotniczych 45 mm na poczwórnych podstawach SM-20 ZIF (4 × IV)
  - 4 – 8 działek przeciwlotniczych 25 mm na podwójnych podstawach 2M-3M (2–4 × II)
  - 5 wyrzutni torpedowych 533 mm PTA-53-56 (1 × V)
  - 2 szesnastoprowadnicowe wyrzutnie RBU-2500 rakietowych bomb głębinowych  systemu Smiercz na dziobie (zasięg 2700 m)
  - 2 sześcioprowadnicowe wyrzutnie rakietowych bomb głębinowych RKB systemu Burun na rufie (zasięg 114 m)

- Projekt 56K/ A/ AE: (Kotlin SAM)[2]
  - 1 podwójna wyrzutnia ZIF-101 pocisków przeciwlotniczych średniego zasięgu M-1 Wołna (16 pocisków, zasięg do 15 km, później Wołna-M – zasięg do 22 km)
  - 2 działa uniwersalne kalibru 130 mm w wieży SM-2-1 (1 × II)
  - 4 działka przeciwlotnicze 45 mm na poczwórnej podstawie SM-20 ZIF (proj. 56K – 12 działek, 3 × IV)
  - 8 działek przeciwlotniczych 30 mm AK-230 w dwulufowych wieżach (4 × II) (tylko proj. 56A, od lat 70.)
  - 5 wyrzutni torpedowych 533 mm PTA-53-56 (1xV)
  - 2 dwunastoprowadnicowe wyrzutnie rakietowych bomb głębinowych RBU-6000 Smiercz-2 (zasięg 5500 m) (lub szesnastoprowadnicowe RBU-2500 Smiercz – proj. 56K i „Skrytnyj”)

- Projekt 56EM/ M (Kildin)[3]
  - 1 wyrzutnia SM-59-1 skrzydlatych pocisków przeciwokrętowych KSSzcz (8 pocisków, zasięg ok. 40 km)
  - 16 armat przeciwlotniczych 57 mm na poczwórnych podstawach ZIF-75 (4 × IV) (na proj. 56EM – 16 armat 45 mm, 4 × IV)
  - 4 wyrzutnie torpedowe 533 mm DTA-53-56M (2 × II)
  - 2 szesnastoprowadnicowe wyrzutnie rakietowych bomb głębinowych RBU-2500 Smiercz (zasięg 5500 m)

- Projekt 56U: (Kildin Mod.)[3]
  - 4 wyrzutnie pocisków przeciwokrętowych P-15M Tiermit (4 pociski)
  - 4 armaty uniwersalne kalibru 76,2 mm AK-726 w 2 wieżach (długość lufy L/59, zapas 2000 nabojów)
  - 8 armat przeciwlotniczych 57 mm na poczwórnych podstawach ZIF-75 (2 × IV) (na „Biedowym” – 8 armat 45 mm)
  - 4 wyrzutnie torpedowe 533 mm DTA-53-56M (2 × II)
  - 2 szesnastoprowadnicowe wyrzutnie rakietowych bomb głębinowych RBU-2500 Smiercz (zasięg 5500 m)

Wyposażenie elektroniczne
- Projekt 56, 56PŁO[1])
  - 1 radar dozoru ogólnego Fut-N (na drugim maszcie)
  - 1 radar Zaria (na pierwszym maszcie)
  - radar nawigacyjny Neptun
  - stacja radiolokacyjna Jakor-2M kierowania ogniem armat 130 mm
  - 2 stacje radiolokacyjne Fut-B kierowania ogniem armat plot
  - stacja hydrolokacyjna podkilowa Pegas 2 (proj. 56PŁO: Pegas 2M)
  - radiostacje

- Projekt 56K /A /AE[2]
  - 1 radar dozoru ogólnego MR-310 Angara (MR-300 – proj. 56K) (na pierwszym maszcie)
  - 1 radar nawigacyjny
  - 1 stacja radiolokacyjna Jatagan kierowania ogniem rakiet plot M-1 (na drugim maszcie)
  - 1 stacja radiolokacyjna Jakor-2M kierowania ogniem armat 130 mm
  - 1 stacja radiolokacyjna Fut-B kierowania ogniem armat plot 45 mm
  - 2 stacje radiolokacyjne MR-104 Ryś kierowania ogniem armat plot 30 mm (niektóre)
  - stacja hydrolokacyjna GS-572 Gierkules 2M
  - radiostacje

- Projekt 56EM /M[3]
  - 1 radar dozoru ogólnego Fut-N (na drugim maszcie)
  - 1 radar wykrywania celów nawodnych i niskolecących Rif-Szcz (na pierwszym maszcie)
  - 1 radar nawigacyjny Nieptun-M
  - 1 stacja radiolokacyjna Załp-Szcz kierowania ogniem rakiet przeciwokrętowych KSSzcz (na pierwszym maszcie)
  - 2 stacje radiolokacyjne Fut-B kierowania ogniem armat plot 45 mm
  - stacja hydrolokacyjna GS-572 Gierkules 2M
  - system rozpoznania radioelektronicznego Bizań-4
  - radiostacje

- Projekt 56U[3]
  - 1 radar dozoru ogólnego MR-310 Angara (na pierwszym maszcie)
  - 2 radary nawigacyjne Don
  - system kierowania ogniem rakiet przeciwokrętowych Klien-M
  - 1 stacja radiolokacyjna MR-105 Turiel kierowania ogniem armat 76 mm
  - 2 stacje radiolokacyjne Fut-B kierowania ogniem armat plot 45 mm
  - stacja hydrolokacyjna MGK-335 Płatina
  - system rozpoznania radioelektronicznego Bizań-4A
  - radiostacje